# De loteling
De loteling é um filme de drama belga de 1974 dirigido e coescrito por Roland Verhavert. 
Foi selecionado como representante da Bélgica à edição do Oscar 1975, organizada pela Academia de Artes e Ciências Cinematográficas.

## Elenco
- Jan Decleir - Jan Braems
- Ansje Beentjes - Katrien
- Gaston Vandermeulen - Grootvader
- Gella Allaert - Katriens moeder
- Bernard Verheyden - Karel
- Idwig Stéphane - Korporaal
- Eddy Asselbergs - Boef (I)
- Leo Madder as Boef (II)
- Denise Zimmerman - Vrouw van kommandant
- Rudi Van Vlaenderen - Dokter
- Johan Vanderbracht - Kommandant
- Gilbert Charles
- Werner Kopers - Maris